# Podivné číslo

Podivné číslo

Podivné číslo (dříve někdy uváděné také jako magické číslo) (angl. weird number) je v matematické teorii čísel takové abundantní číslo, které není součtem žádné podmnožiny svých dělitelů.
Nejmenší podivné číslo je 70. Jeho celočíselní dělitelé (menší než číslo samo) jsou 1, 2, 5, 7, 10, 14 a 35. Jejich součet je 74 (je to tedy abundantní číslo). Žádná kombinace těchto dělitelů však nedává součet 70.
Pro srovnání číslo 12 je rovněž abundantní, neboť součet všech jeho dělitelů (1, 2, 3, 4 a 6) je 16, není však podivné, protože číslo 12 můžeme složit jako součet některých jeho dělitelů: 2+4+6=12.
Podivná čísla jsou poměrně vzácná. Zatím nebylo nalezeno žádné liché podivné číslo a existuje jen 7 podivných čísel menších než 10 000: 70, 836, 4030, 5830, 7192, 7912 a 9272. Následují: 10430, 10570, 10792, 10990, 11410, …